# (6615) Plutarchos
(6615) Plutarchos (9512 P-L) – planetoida z pasa głównego asteroid okrążająca Słońce w ciągu 3 lat i 72 dni w średniej odległości 2,17 j.a. Została odkryta 17 października 1960 roku.

## Księżyc planetoidy
Na podstawie analizy zmian w krzywej blasku 6615 Plutarchos zidentyfikowano w dniach 14-21 kwietnia 2007 roku naturalnego satelitę tej asteroidy. Okres obiegu obydwu ciał wokół wspólnego środka masy wynosi 40,02 godziny, a odległość między nimi to ok. 20 km.
Prowizoryczne oznaczenie księżyca to S/2007 (6615) 1.